# 布里默鎮區 (北達科他州巴恩斯縣)
布里默鎮區（英語：Brimer Township）是位於美國北達科他州巴恩斯縣的一個鎮區。

## 地方資料
布里默鎮區的面積為93.18平方千米，當中陸地面積為92.01平方千米，而水域面積為1.17平方千米。根據2010年美國人口普查的數據，當地共有人口59人，而人口密度為每平方千米0.63人。